# Galea
A Galea az emlősök (Mammalia) osztályának a rágcsálók (Rodentia) rendjébe, ezen belül a tengerimalacfélék (Caviidae) családjába tartozó nem.

## Rendszerezés
A nembe az alábbi 4 élő faj tartozik:
- sárgafogú tengerimalac (Galea flavidens) Brandt, 1835
- Galea monasteriensis Solmsdorff, Kock, Hohoff & Sachser, 2004[1]
- menyétképű tengerimalac (Galea musteloides) Meyen, 1832 – típusfaj
- atlanti tengerimalac (Galea spixii) Wagler, 1831

## Források

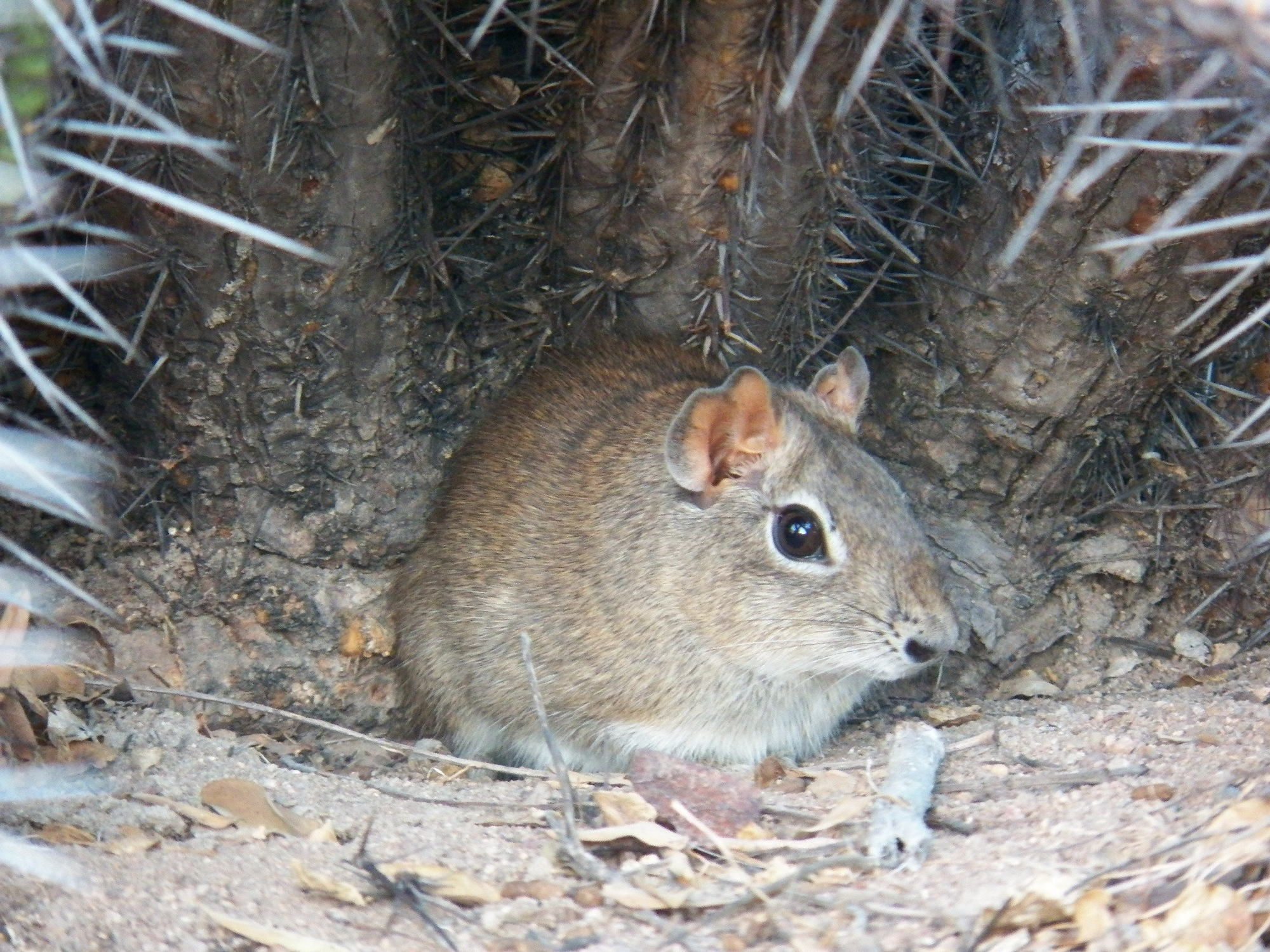
Galea spixii